# First to the Moon: The Journey of Apollo 8
Pour plus de détails, voir Fiche technique et Distribution.
First to the Moon: The Story of Apollo 8 est un film documentaire de 2018 sur la deuxième mission de vol spatial habité du programme spatial américain Apollo, qui a été lancé le 21 décembre 1968. Apollo 8 a été le premier vaisseau spatial habité à quitter l'orbite terrestre basse, à atteindre la Lune, à s'y mettre en orbite et à revenir sur Terre en toute sécurité. Le film est sorti en décembre 2018 et a été projeté à l'Explorers Club de New York, à la Cosmosphère du Kansas et à l'Université d'État de l'Arizona.

## Synopsis
Le film suit la mission Apollo 8 et son équipage, en présentant des documents d'archives de la NASA, des Archives nationales et les collections personnelles des astronautes. 

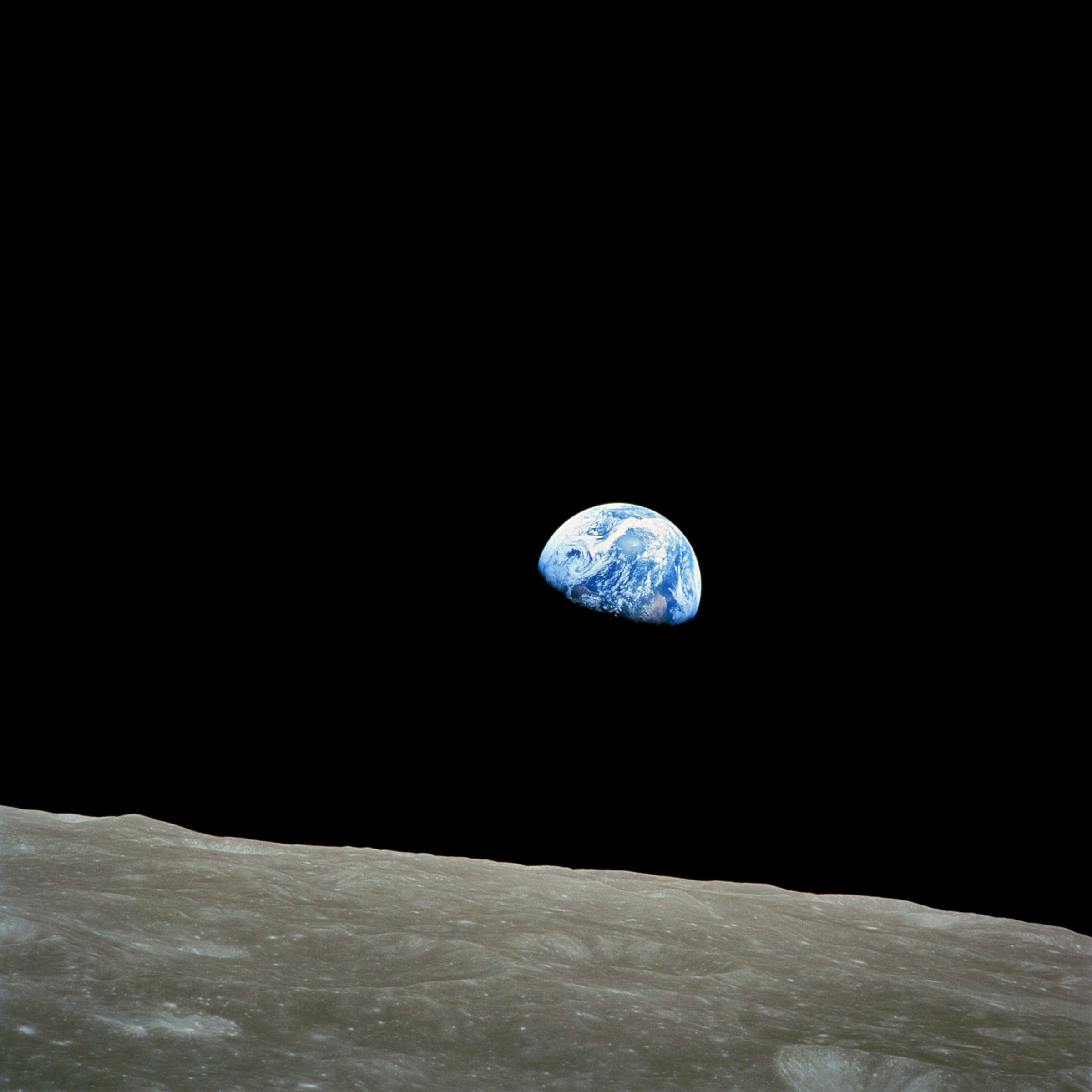
La photo du lever de la Terre, prise par Bill Anders.

L'une des nombreuses révélations du film, le documentaire révèle que la célèbre photo Earthrise prise par Bill Anders n'était pas prévue.

## Participants
- Frank Borman, Commander
- Bill Anders, Lunar Module Pilot
- Jim Lovell, Command Module Pilot